# Keepsake
Keepsake – komputerowa gra przygodowa typu wskaż i kliknij, wyprodukowana przez Wicked Studios i wydana przez Dreamcatcher w 2005 roku.

## Fabuła
Lydia, główna bohaterka gry, przybywa do starodawnej Akademii Magii w Smoczej Dolinie spotkać swoją nie widzianą od lat przyjaciółkę Celeste, której ojciec jest dyrektorem szkoły i zauważa, że miejsce to zupełnie opustoszało. Lydia zaczyna więc poszukiwania w Akademii wraz z jedyną spotkaną tam istotą – gadającym wilkiem Zakiem, który twierdzi, że jest w rzeczywistości smokiem, a swój obecny kształt przybrał dzięki magicznej miksturze, do której wypicia został zmuszony. Lydia zaprzyjaźnia się z Zakiem i razem z nim próbuje odkryć tajemnice szkoły. Zadanie nie jest jednak łatwe, gdyż wszystkie sekrety zabezpieczone są magią, do której złamania zawsze potrzebna jest siła umysłu oraz logicznego myślenia.

## Obsada głosowa (angielski)
- Elizabeth Boudreau jako Lydia
- Kosta Beis jako Zak / Mustavio / Nightingale / Strażnicy / Sowa
- Gary S. Gibbons jako Nathaniel
- Steve Edgewater jako Elvandar
- Marie-Eve Boucher jako Celeste / Elana

## Odbiór gry
Andrzej „EGM” Sawicki, recenzent czasopisma CD-Action, ocenił grę pozytywnie. Pochwalił grafikę, animacje oraz ciekawą intrygę, skrytykował jednak „skąpą liczbę miejsc do zapisu gry”. Adam „eJay” Kaczmarek, recenzent z portalu Gry-Online, pochwalił grę za klimat, bardzo dobre zagadki i wygląd Akademii, skrytykował natomiast za fatalne głosy postaci oraz ich drętwe animacje. Katarzyna Olechnowska, recenzentka strony Gry WP, uznała grę za średnią, przyznając, że rozgrywka jest wciągająca, a zagadki – ciekawe. Według niej słabymi stronami gry są „dużo gadania bez znaczenia dla fabuły” oraz „zbyt dużo chodzenia po tych samych lokacjach”.